# 城頭山遺跡

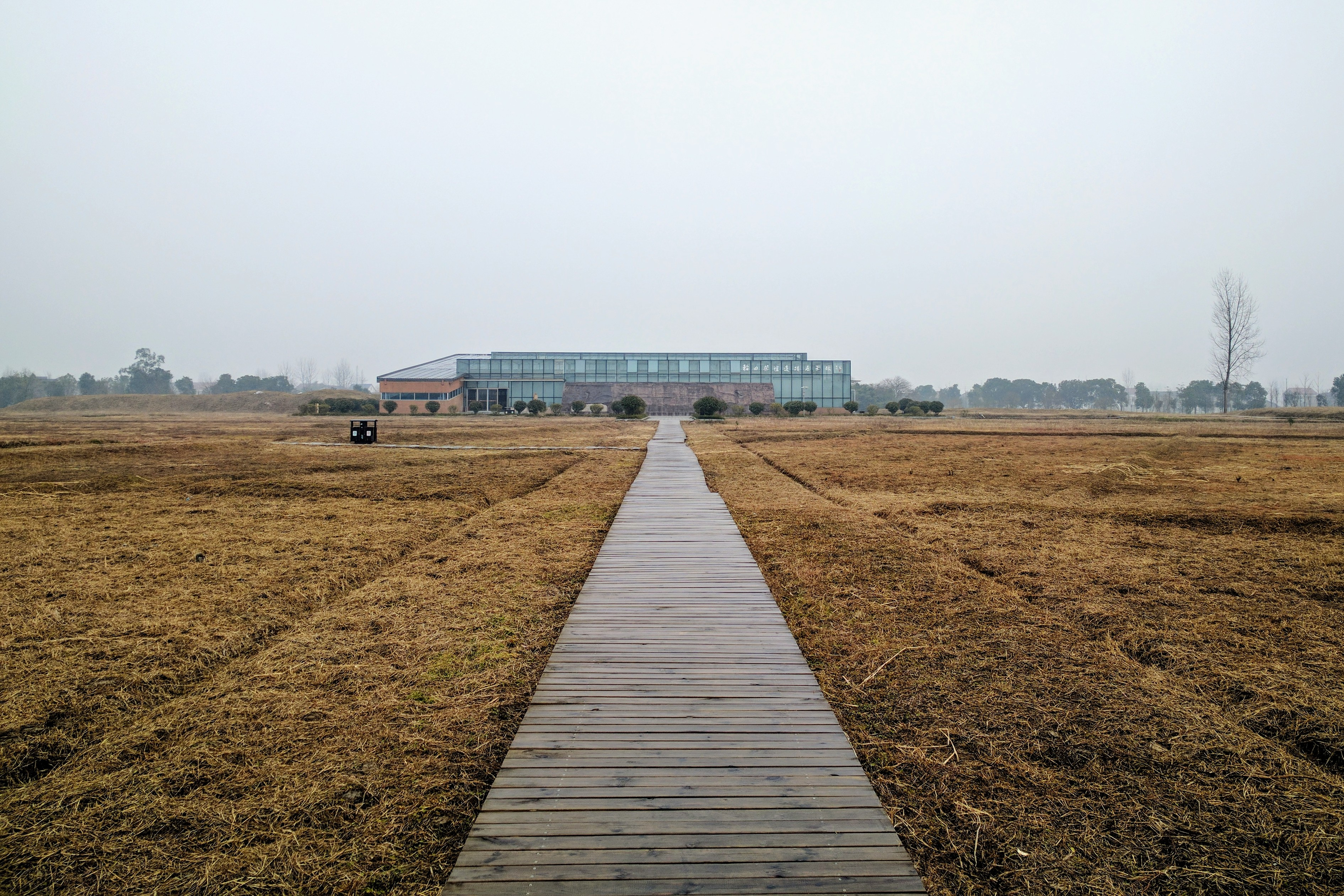
城頭山遺跡

城頭山遺跡（じょうとうざんいせき）は、中国の新石器時代の大渓文化から石家河文化にかけての城跡。湖南省常徳市澧県城頭山鎮に位置する。遺跡の年代は6500年あまり前で、中国最古の城跡とされる。保存状態の良好な水田跡や最古の祭壇跡が発見されている。長江文明の形成や稲作農業の発展を解明する上で学術的価値は高い。1996年、遺跡は中国国務院により全国重点文物保護単位に指定された。
座標: 北緯29度41分30秒 東経111度39分20秒 / 北緯29.6917度 東経111.6556度